# Sermersheim

Sermersheim este o comună în departamentul Bas-Rhin, Franța. În 1 ianuarie 2022 avea o populație de 974 de locuitori.